# Cámara de Representantes de Malta
La Cámara de Representantes (en maltés: Kamra tad-Deputati) es el órgano legislativo que junto al presidente del país forman el Parlamento de la República de Malta. Sólo estos dos órganos constitucionales ejercen el poder legislativo conjuntamente; no obstante, el papel del presidente es hoy en día enteramente ceremonial y simbólico.
La Cámara de Representantes tenía su sede en el Palacio del Gran Maestre en La Valeta, junto con la presidencia de la nación. Sin embargo, en 2010 iniciaron obras para trasladar la asamblea a una nueva sede en la Plaza de la Libertad. La misma se construyó entre 2011 y 2015, y se conoce como la Casa del Parlamento de Malta.

## Organización
La Cámara dispone en la actualidad de 79 miembros, llamados representantes, electos por un mandato de cinco años por sufragio universal, libre, igual, directo y secreto, mediante un sistema de voto transferible único proporcional-mayoritario repartido en trece distritos electorales que tienen atribuidos cinco escaños cada uno. A pesar de los cambios introducidos en el sistema electoral maltés tendentes a favorecer la presencia de terceros partidos, lo cierto es que la conciencia política expresada en el voto se ha decantado siempre por un contundente bipartidismo. Así, los dos únicos partidos con representación parlamentaria habitual son el Partido Nacionalista (centro-derecha) y el Partido Laborista (centro-izquierda). Los diputados también se organizan en comisiones parlamentarias.
Los diputados eligen al comienzo de la legislatura al Presidente de la Cámara (llamado Speaker), que arbitra las sesiones, dirige la administración parlamentaria y ejerce la representación institucional de la Cámara. El presidente de la Cámara es la segunda autoridad del Estado, tras el presidente del país. También existe un vicepresidente que suple al primero en caso de ausencia y lo auxilia en el desempeño de sus funciones.

## Competencias
Además de ejercer el clásico poder legislativo (en Parlamento, junto con el presidente de Malta), consistente en la facultad de iniciativa legislativa y la capacidad de enmendar, aprobar y rechazar leyes en votación mayoritaria, la Cámara dispone de otras facultades, por lo general propias de un sistema parlamentario, como son el control al gobierno, la función presupuestaria, etc.
Además de sus funciones políticas ordinarias, es a la Cámara de Representantes a quien corresponde elegir al Presidente de Malta cada cinco años; no así al primer ministro (contra costumbre), que es elegido por sufragio directo.